# Märzwasser
Unter dem Begriff Märzwasser verstand man im 19. Jahrhundert Wasser, das im Monat März aus frisch geschmolzenem Schnee oder aus Flüssen gewonnen wurde. Dieses Wasser sei, so der Volksglaube, in geschlossenen Flaschen besonders lange haltbar und könne kaum verderben. Man hielt es wegen seiner Reinheit für gut geeignet zum Waschen, weshalb es von Frauen sorgfältig aufbewahrt wurde. Zudem sprach man ihm eine heilsame Wirkung zu. Darüber hinaus sollte das Märzwasser die Fruchtbarkeit fördern. Es wurde daher mit Vorliebe zur Bewässerung von Nutzpflanzen verwendet.

## Buchnachweis
Zitat aus der Oekonomische Encyklopädie von 1773 bis 1858:

„Märzwasser, Wasser von Märzschnee; ingleichen Flußwasser im Monathe März, da es gemeiniglich mit dem geschmolzenen Schnee vermischt zu seyn pflegt. Weil dieses Wasser sich seiner Reinigkeit wegen in verstopften Flaschen sehr lange hält, ohne in Fäulniß zu gerathen, wovon im Art. Märzschnee etwas erwähnt worden ist: so wird es für ein vorzüglich gutes Waschwasser gehalten, und zu diesem Behufe von manchen Frauenzimmern sorgsam aufbewahrt. Hierbey mag sich vielleicht wohl zu viel Vorurtheil mit einmischen, es ist wenigstens aber doch nicht so lächerlich, als wenn man von dem Osterwasser, welches die abergläubigen Mädchen stillschweigend in der Osternacht vor Sonnenaufgang schöpfen, und das ganze Jahr über aufbewahren, eine vorzüglich feine Haut erwartet, darum weil es Osterwasser ist.“

Zitat aus Volksglaube und Brauchtum der Ostslaven von Felix Haase, Breslau 1939.

„[...] und gebrauchte das getaute Wasser, das „Märzwasser“ gegen Krankheiten, man besprengte damit die Beerenbüsche und Obstbäume, damit die Bienen sie fleißig besuchen sollten.“